# Н'Ґангуе М'Вумбе Ніамбі
Н'Ґангуе М'Вумбе Ніамбі (*XVIII ст.) — малоанґо (володар) держави Лоанґо.

## Життєпис
Походив з клані Конді. відомостей про нього обмаль. Тривалий час боровся проти представника клану Н'Ката — Н'Ґулі Н'Ками Лоембе. За окремим свідченнями намагався відновити вплив малоанго на існуючі клани та місцевих вождів.
Розбудував свою столицю Діоссо, де звів новий палац. Набув значних статків на торгівлі рабами з португальцями. В результаті цей напрямок торгівлі перетворився на переважаючий. Обставини і час смерті невідомий.